# Репрезентација Јужноафричке Републике у хокеју на леду
Хокејашка репрезентација Јужне Африке је хокејашки тим Јужне Африке и под контролом је Хокејашког савеза Јужне Африке. Репрезентација се међународно такмичи од 1961. године.
У Јужној Африци има укупно 312 регистрованих играча.
Премијерну утакмицу Јужна Африка је одиграла против Југославије, 3. марта 1961. године и изгубила је 12:3. Најтежи пораз Јужна Африка је доживела од Казахстана 1993. године резултатом 32:0. Највећу победу остварили су против Јерменије 2005. године када су победили резултатом 33:1.
Највише наступа имао је Алан Верви, који је одиграо 66 меча за репрезентацију. Најефикаснији играч са укупно 70 поена је Мајкл Едвардс.

## Резултати на светским првенствима
- 1961. — 19. место (5. место, Група Ц)
- 1966. — 19. место (3. место, Група Ц)
- 1992. — 28. место (2. место, Група Ц2)
- 1993. — 32. место (12. место, Група Ц)
- 1994. — 35. место (8. место, Група Ц2)
- 1995. — 37. место (8. место, Група Ц2)
- 1996. — нису учествовали
- 1997. — нису учествовали
- 1998. — 37. место (5. место, Група Д)
- 1999. — 36. место (5. место, Група Д)
- 2000. — 37. место (4. место, Група Д)
- 2001. — 36. место (4. место, Дивизија II)
- 2002. — 37. место (5. место, Дивизија II)
- 2003. — 38. место (5. место, Дивизија II)
- 2004. — 39. место (6. место, Дивизија II)
- 2005. — 42. место (2. место, Дивизија III)
- 2006. — 40. место (6. место, Дивизија II)
- 2007. — 44. место (4. место, Дивизија III)
- 2008. — 42. место (2. место, Дивизија III)
- 2009. — 40. место (6. место, Дивизија II)
- 2010. — 46. место (3. место, Дивизија III)
- 2011. — 42. место (2. место, Дивизија III)
- 2012. — 39. место (6. место, Дивизија II)
- 2013. — 41. место (1. место, Дивизија III)
- 2014. — 39. место (5. место, Дивизија II)
- 2015. — 40. место (6. место, Дивизија II)